# Bell 309 KingCobra
El Bell Model 309 KingCobra fue un helicóptero de ataque experimental desarrollado por la Bell Helicopter, basado en el Bell AH-1 Cobra.

## Diseño y desarrollo

### Antecedentes
El AH-1 Cobra fue desarrollado a mitad de los años 60 del siglo XX como una plataforma artillada interina para el Ejército de los Estados Unidos, para su uso en Vietnam. El Cobra compartía los probados transmisión, sistema del rotor y motor de turboeje T53 con el UH-1 "Huey".
En junio de 1967, los primeros AH-1G HueyCobra habían sido entregados. Originalmente designados como UH-1H, la "A" de la designación de ataque fue adoptada prontamente y cuando el mejorado UH-1D se convirtió en el UH-1H, el HueyCobra se convirtió en el AH-1G. Bell construyó 1116 AH-1G para el Ejército de los Estados Unidos entre 1967 y 1973, y los Cobra cosecharon más de un millón de horas operacionales en Vietnam.
El Ejército de los Estados Unidos compró el AH-1G como un "modelo interino" para el papel de "lucha en la jungla", pero la más amplia preocupación del Ejército era la tarea de proteger Europa Occidental de las legiones de tanques del Pacto de Varsovia en el este.
El Ejército había iniciado el programa Sistema Avanzado de Apoyo de Fuego Aéreo (AAFSS) para desarrollar el Lockheed AH-56 Cheyenne para el papel de plataforma armada contra carro, pero el desarrollo del Cheyenne ni iba suavemente, y como dijo un escritor, "los buitres comenzaron a reunirse", con Sikorsky y Bell intentando vender alternativas no solicitadas al Ejército. La oferta de Sikorsky era el S-67 Blackhawk, una pulcra plataforma armada, que a pesar del nombre, no tenía relación con el posterior helicóptero utilitario y de transporte S-70 Black Hawk. La oferta de Bell era un refinado HueyCobra, el Model 309 KingCobra.

### Programa KingCobra
Bell anunció el programa KingCobra en enero de 1971. Fueron construidos dos prototipos, uno con un sistema de motor de doble turboeje P&WC T400-CP-400 Twin Pac, muy similar al usado en el AH-1J, pero con una transmisión más fuerte que le permitía operar a tope a 1800 shp (1340 kW); y el otro con un único motor de turboeje Lycoming T55-L-7C con 2000 shp (1490 kW).
El KingCobra bimotor voló por primera vez el 10 de septiembre de 1971. Se parecía mucho a un AH-1J, excepto por el más largo y característico morro de "pico de halcón" y una aleta ventral como la del demostrador original Model 209. Sin embargo, había cambios significativos que eran menos evidentes:
- El fuselaje estaba reforzado y el puro de cola fue alargado,[3] haciendo al KingCobra 1,1 m más largo que el AH-1G.
- Estaba dotado con un nuevo rotor, con las puntas aflechadas hacia delante y un diámetro de 14,6 m, comparado con los 13,4 m del AH-1G. Las nuevas palas del rotor mejoraban la sustentación y reducían el ruido.[3]
- Fue equipado con un mayor tambor de munición de 20 mm, derivado del General Dynamics F-111, lo que requería un fuselaje más profundo.[4]
- Fue equipado con un sistema de sensores para el combate de noche y con mal tiempo, debajo del morro alargado. La Mira Estabilizada Multisensor (Stabilized Multisensor Sight (SMS)) era derivada de la tecnología desarrollada para el AH-56 Cheyenne, e incluía un FLIR, una LLTV, un telémetro láser, y un sistema de guía de misiles. La SMS podía presentar imágenes tanto en la mira del artillero como en la pantalla frontal (HUD) del piloto. El piloto tenía su propia LLTV, montada por delante del carenado del rotor, para permitirle volar mientras el artillero buscaba blancos.[2]

Fue incorporada nueva aviónica, incluyendo un sistema inercial de navegación (INS) Litton que podía almacenar 16 puntos de navegación diferentes preprogramados, un altímetro radar con sistema de alerta de colisión con el terreno, y otros aparatos mejorados de navegación y comunicaciones.
El arma principal del KingCobra iba a ser el nuevo misil antitanque guiado por cable BGM-71 TOW, que se había probado altamente efectivo en disparos de prueba de combate en Vietnam, desde Huey artillados. Esta arma podía ser llevado en un paquete de cuatro lanzamisiles, con un paquete bajo cada ala embrionaria para un total de ocho misiles. Una vez lanzado, el TOW desplegaba cables para que se le comunicaran correcciones de guía. El misil tenía dos bengalas infrarrojas en su cola para permitir que el SMS lo siguiera. Todo lo que el artillero tenía que hacer era mantener el blanco en su mira, y el sistema de control de fuego del misil ajustaba su vuelo apropiadamente. Tanto el artillero como el piloto tenían miras Sperry Univac montadas en el casco que les permitían adquirir blancos para los misiles y el cañón del KingCobra.
Un "ala grande" de mayor envergadura, de 4 m de ancho, fue diseñada para el KingCobra, pero aparentemente nunca fue instalada excepto como maqueta estática. El "ala grande" era para proporcionar capacidad adicional de transporte de combustible y cargas en las puntas alares.

### Pruebas de vuelo y evaluación
El KingCobra monomotor voló por primera vez en enero de 1972. Aparte de la instalación motora, era casi idéntico al bimotor. Al final, el prototipo monomotor se perdió en un accidente en abril, y para completar la evaluación del Ejército de los Estados Unidos, el KingCobra bimotor fue modificado a la configuración monomotora. La evaluación, que enfrentó al KingCobra con el Lockheed Cheyenne y el Sikorsky S-67 en una competición eliminatoria, comenzó en la primavera de 1972 y fue completada en julio. En agosto, el Ejército rechazó a los tres para sorpresa general.

### Legado
Muchos de los sensores y subsistemas usados en el 309 estaban adelantados a su tiempo. Los desarrollos de la familia Cobra tras las variantes AH-1G y AH-1J estaban conectados al Bell 309.
Basado en el Model 309 y AH-1 Cobra, Bell derivó un nuevo prototipo de helicóptero de ataque, el Model 409/YAH-63, para el comienzo de la competición del Helicóptero de Ataque Avanzado (AAH) del Ejército en 1972. El Model 77/YAH-64 de Hughes fue seleccionado por encima del Model 409/YAH-63 de Bell en 1976.

## Variantes
Modelo 249
Versión experimental equipada con cuatro palas de rotor.
Modelo 309 KingCobra
Versión experimental equipada con un motor Lycoming T55-L-7C.
Modelo 309 KingCobra
Versión experimental equipada con dos motores.

## Operadores
Estados Unidos
- Ejército de los Estados Unidos

## Supervivientes
- El Bell Model 309 superviviente está almacenado en el Museo de la Aviación del Ejército, Fort Rucker, Alabama.

## Especificaciones (Bell 309)
Referencia datos: Verier, Bishop

### Características generales
- Tripulación: Dos (piloto y artillero).
- Longitud: 18,06 m
- Diámetro rotor principal: 15 m
- Altura: 4,67 m
- Peso vacío: 4049 kg
- Peso máximo al despegue: 6804 kg
- Planta motriz: 1× turboeje Lycoming T55-L-7C.
  - Potencia: 1500 kW (2000 shp)

### Rendimiento
- Velocidad nunca excedida (Vne): 294 km/h

### Armamento
- Cañones: 

  - 1x cañón rotativo M197, con tres cañones de 20 mm.
- Cohetes: 

  - 7 o 19 de 70 mm, montados en tubos lanzadores
- Misiles: 

  - 4 u 8 BGM-71 TOW, montados en lanzadores dobles en cada soporte

### Desarrollos relacionados
- Bell AH-1 Cobra
- Bell AH-1 SuperCobra
- Bell YAH-63

### Aeronaves similares
- Lockheed AH-56 Cheyenne
- Sikorsky S-67
- Boeing AH-64 Apache

### Secuencias de designación
- Secuencia Numérica (interna de Bell): ← 230 - 249 - 301 - 309 - 400 - 407 - 409 →